# Hellmuth Reymann
Hellmuth Reymann (24 de novembro de 1892 – 8 de dezembro de 1988) foi um oficial do Exército Alemão (Heer) durante a Segunda Guerra Mundial. Ele foi um dos últimos comandantes da Área de Defesa de Berlim durante o ataque final das forças soviéticas a Berlim. Em 6 de Março de 1945, o Major-General Helmuth Reymann, sob ordens diretas de Adolf Hitler, tornou-se Comandante Militar de Berlim.